# Église Saint-Martin de Romanèche
L'église Saint-Martin est une église catholique située à Romanèche (hameau de Montluel) dans l'Ain en France. Le cimetière du hameau jouxte l'église.

## Description

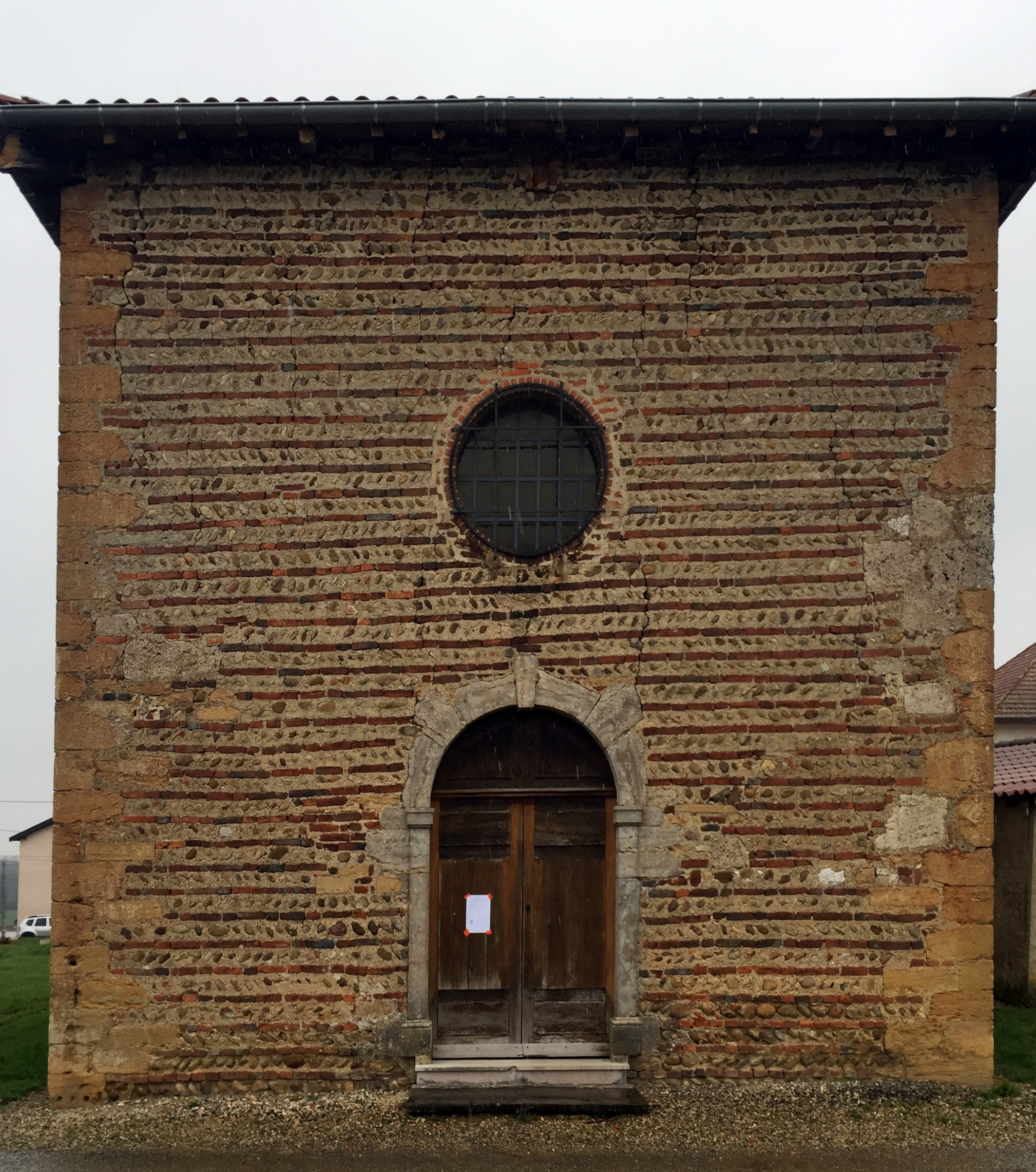
Entrée et oculus.

Elle consiste en une petite église rectangulaire de type "grange". Les murs sont fabriqués en un appareillage dombiste classique (briques et galets).
Au-dessus du porche, se trouve un oculus.
Le clocher est carré et a été rebâti dans le même appareil que le bâtiment en 1815.

### Mobilier
Entre autres :
- Deux statues religieuses (en plâtre) : Jean-Marie Vianney et Sainte Thérèse[3].